# Limnophora sakurasii
Limnophora sakurasii är en tvåvingeart som beskrevs av Shinonaga 2005. Limnophora sakurasii ingår i släktet Limnophora och familjen husflugor. Inga underarter finns listade i Catalogue of Life.